# Качалайский сельсовет
Качалайский сельсовет — административно-территориальная единица и муниципальное образование со статусом сельского поселения в Бежтинском участке Дагестана Российской Федерации.
Административный центр — село Качалай.

## География
Сельсовет является анклавом района, расположенным на территории Бабаюртовского района.

## Население
| 2002  | 2010  | 2012  | 2013  | 2014  | 2015  | 2016  |
| ----- | ----- | ----- | ----- | ----- | ----- | ----- |
| 2413  | ↘1759 | ↘1743 | ↗1744 | ↘1733 | ↗1738 | ↗1765 |
| 2017  | 2018  | 2019  | 2020  | 2021  | 2023  | 2024  |
| ↗1791 | ↗1793 | ↗1805 | ↘1795 | ↗2110 | ↗2118 | ↘2104 |
| 2025  |       |       |       |       |       |       |
| ↘2099 |       |       |       |       |       |       |

## Состав
| № | Населённый пункт | Тип населённого пункта       | Население |
| - | ---------------- | ---------------------------- | --------- |
| 1 | Каратюбе         | село                         | ↗366      |
| 2 | Караузек         | село                         | ↗615      |
| 3 | Качалай          | село, административный центр | ↗1129     |

Кроме того, в подчинении сельсовета находятся прикутанные хозяйства: 40 лет Октября, Ахайотар и Ачи-Чунгур.